# جاده ئی۳۶ اروپا
جاده ئی۳۶ اروپا (به انگلیسی: European route E36) یکی از جاده‌های اصلی قاره اروپا است.
این جاده که از شهر برلین (آلمان) شروع شده، در شهر بولوسلویس (لهستان) به پایان میرسد و مسافت آن ۲۸۳ کیلومتر است.